# Протеоміка

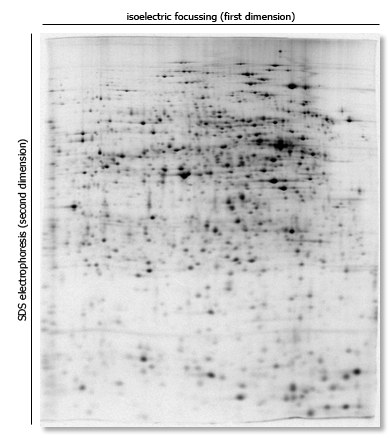
Протеом, ідентифікований при застосування гелевого електрофорезу в 2D гелі

Протеоміка (англ. proteomics, протеомікс) — наука про протеом, що вивчає протеїни (білки) в цілому та їх структуру і функції зокрема. Протеїни є однією з важливих складових живих організмів, оскільки вони є головними складовими фізіологічних шляхів метаболізму клітини.

## Історія
Термін протеоміка (англ. proteomics) був вперше застосований в 1997 по анології з геномікою (англ. genomics), наукою, що вивчає гени. Слово протеом (англ. proteome) походить від «протеїн» та «геном», та було запропоновано генетиком Marc Wilkins в 1994 році, під час його роботи над протеїнами та геномом, яку він виконував як PhD-студент (докторант). Інтегративне й комплексне дослідження всіх омік називається мультиоміка.

## Загальна характеристика
Після геноміки і транскриптомікі, протеоміка — наступний крок у вивченні біологічних систем. Основне завдання протеоміки полягає в ідентифікації нових білків і їх кількісному аналізі. Протеом — це сукупність всіх протеїнів та їх модифікацій, що складають протеїновий набір, утворений в результаті діяльності певної біологічної системи. Протеом біологічних систем варіює в часі та під впливом різноманітних факторів, наприклад, стресу, впливу якого може зазнавати як окремі клітини так і весь організм. Протеоміка — це міждисциплінарна наука, що виникла як результат науково-дослідного пошуку в рамках Проекту Геному Людини (англ. Human Genome Project). Крім того, протеоміка — це галузь наукових досліджень протеому, що стрімко розвивається, та важливий компонент функціональної геноміки.
Незважаючи на те, що протеоміка часто асоціюється з маштабним експериментальним аналізом протеїнів, ця галузь також застосовується для очищення протеїнів та мас-спектрометрії.

## Додаткова література

### Книги
- Srivastava Sanjeeva (2023). From Proteins to Proteomics. Boca Raton: CRC Press. ISBN 978-1-003-09864-5.
- Ali Shafat; Majid Sabhiya; Rehman Muneeb U. (2023). Proteomics: A Promising Approach for Cancer Research. Elsevier. ISBN 978-0-323-95072-5.
- Donev Rossen; Karabencheva-Christova Tatyana (2021). Proteomics and systems biology. Advances in protein chemistry and structural biology (1st edition). Academic Press. ISBN 978-0-323-85319-4.
- Comai Lucio; Katz Jonathan E.; Mallick Parag (2017). Proteomics: methods and protocols. Methods in molecular biology. New York, NY: Humana Press. ISBN 978-1-4939-6745-2.

### Журнали
- Molecular and Cellular Proteomics (Elsevier)
- Proteomics (Wiley-Blackwell)
- Journal of Proteome Research (American Chemical Society)
- Proteome Science (BioMed Central)
- Proteomes (MDPI)
- Biochimica et Biophysica Acta - Proteins and Proteomics (Elsevier)
- Journal of Proteomics (Elsevier)
- Expert Review of Proteomics (Taylor & Francis)
- Genomics, Proteomics and Bioinformatics
- Cancer Genomics and Proteomics
- Proteomics - Clinical Applications (Wiley-Blackwell)
- Clinical Proteomics (BioMed Central, Springer)

### Статті
- Cui Miao; Cheng Chao; Zhang Lanjing (2022-11). High-throughput proteomics: a methodological mini-review. Laboratory Investigation (англ.) 102 (11). doi:10.1038/s41374-022-00830-7.
- Dupree Emmalyn J.; Jayathirtha Madhuri; Yorkey Hannah; Mihasan та ін. (2020-09). A Critical Review of Bottom-Up Proteomics: The Good, the Bad, and the Future of This Field. Proteomes (англ.) 8 (3). doi:10.3390/proteomes8030014.
- Specht Harrison; Slavov Nikolai (3 серпня 2018). Transformative Opportunities for Single-Cell Proteomics. Journal of Proteome Research (англ.) 17 (8). doi:10.1021/acs.jproteome.8b00257.